# بانو
بانو (بالأردوية: بنوں)‏ هي مستوطنة، في باكستان، تقع في Bannu District ‏ ، وهي عاصمتها، بلغ عدد سكانها 62,191 نسمة وذلك حسب إحصائيات سنة 2017.

## أعلام
- ناصر إقبال
- دوست محمد خان
- شاه فيصل
- حكيم الله محسود
- ولي الرحمن محسود